# Earinis variabilis
Earinis variabilis là một loài bọ cánh cứng trong họ Cerambycidae.